# Gaia Zucchi
Gaia Zucchi  (Roma, 27 de marzo de 1970) es una actriz de teatro, de cine y de televisión italiana.

## Biografía
Nacida en Roma en 1970, tiene orígenes aristocráticos por parte de madre; mientras que su abuelo paterno fue el teniente del Ejército Real Aldo Zucchi, condecorado en memoria con la Medalla de Oro al Valor Militar.
Se graduó en el Centro Experimental de Cine y durante la formación tuvo como profesores a Goliarda Sapienza y Attilio Corsini. Al mismo tiempo se licenció en psicología; ella estaba activa en el mundo del entretenimiento. Tiene dos hijos: Leonardo y Mia.
Se inició como modelo e interpretó fotonovelas en las revistas Cioè y Lanciostory. También actuó en comerciales y apariciones temporarias en las emissiones Che tempo che fa y Scommetiiamo che...?.
En 2023 publicó un libro autobiográfico, La vicina di Zeffirelli (La vecina de Zeffirelli), que describe la amistad que tuvo con el director Franco Zeffirelli.

## Cine
- Plagio (1989), dir. Cinzia TH Torrini
- Nessuno mi crede (1992), dir. Anna Carlucci
- Peggio di così si muore (1995), dir. Marcello Cesena
- Fermo posta Tinto Brass (1995), dir. Tinto Brass
- Il cielo è sempre più blu (1996), dir. Antonello Grimaldi
- Il tocco: la sfida (1997), dir. Enrico Coletti
- I volontari (1998), dir. D. Costanzo
- Per sempre (2003), dir. Alessandro Di Robilant
- Rabbia in pugno (2012), dir. Stefano Calvagna
- Jerry e Tom (2023), dir. Gianluca Ansanelli

### Cortometraje
- Est (1993), dir. F. Brizzi
- Caso Wanderbit (1994), dir. N. Nimica
- Muccino Muccina (1994), dir. G. Petitti
- Carrozzelle felici (2003), dir. Walter Garibaldi
- Come un fiore (2023), dir. Benedicta Boccoli[5]

## Televisión
- Papà prende moglie (1993)
- La signora della città (1996), dir. B. Cino
- Tutti gli uomini sono uguali (1998), dir. A. Capone
- Turbo (1999), dir. A. Bonifacio
- La Squadra (2003)
- Carabinieri (2004-2005), dir. R. Mertes
- Distretto di Polizia (2005), dir. Monica Vullo
- Camera Cafè (2005)
- Prenditi cura di Me  (Reality 2022) (Otto Channel Tv) dir. Andrea Bocchino [6]

## Teatro
- La crisi del teatro (1994), dir. A. Corsini
- Marasade (1996), dir. M. Garroni
- Voglia matta - anni 60 (1995 - 1997), dir. A. Corsini
- Gente soprattutto matta (1997), dir. D. Formica
- Voglia matta - anni 50 (1998), dir. A. Corsini
- Voglia matta di Roma (1999), dir. A. Corsini
- La bottega del caffè (2000), dir. M. Belli
- La giornata d'uno scrutatore (2003), dir. Luca Ronconi